# Ирена
Ирена или Ирина (на гръцки: Ειρήνη, покой, мир, на старогръцки се произнася Ейрѐне, а на новогръцки – Ирѝни) е древногръцка богиня на мира и благоденствието, една от дъщерите на Темида и най-младата от второто поколение ори (заедно с по-възрастните Евномия и Дике). Нейна основна задача била да сдобрява враждуващите. Изобразявана е като красива млада жена със скиптър, рог на изобилието и факла (или ритон).
Римският ѝ еквивалент е Пакс (Pax) (мир).